# Jason Holt
Jason Holt (* 19. Februar 1993 in Edinburgh) ist ein schottischer Fußballspieler.

## Karriere

### Verein
Jason Holt wurde im Jahr 1993 in der schottischen Hauptstadt Edinburgh geboren. Er wuchs im etwa zehn Kilometer östlich des Stadtzentrum von Edinburgh gelegenen Musselburgh auf. Das Fußballspielen begann er bei Musselburgh Windsor. Als Neunjähriger wechselte er zu Heart of Midlothian. Der im Mittelfeld spielende Holt kam bis 2011 in der Youth Academy der Hearts zu Einsätzen in den jeweiligen Altersklassen. Am 15. Mai 2011, dem letzten Spieltag der Saison 2010/11 gab Holt sein Profidebüt in der Partie gegen Dundee United, als er für Scott Robinson eingewechselt wurde. In der folgenden Spielzeit 2011/12 absolvierte er zunächst zwei Ligaspiele für die Hearts und konnte dabei sein erstes Profitor im Spiel gegen den FC St. Johnstone erzielen. In der gleichen Saison kamen finanzielle Schwierigkeiten verursacht durch den zwielichtigen litauischen Präsidenten Wladimir Romanow auf, sodass Holt und zahlreiche andere Spieler verkauft, ausgeliehen oder Ablösefrei einen anderen Verein fanden. Bei Holt war Ersteres der Fall. Er wurde von November 2011 bis Mai 2012 an die Raith Rovers aus der Scottish First Division verliehen. Nach seiner Rückkehr zu den Hearts fiel er ab November 2013 verletzungsbedingt ein halbes Jahr aus. Von Januar bis Mai 2015 war er an Sheffield United verliehen. Im Juli 2015 unterschrieb Holt einen Dreijahresvertrag bei den Glasgow Rangers. Im Juni 2018 wurde Holt bis zum Ende der Saison an Fleetwood Town die dritte englische verliehen. Ein weiteres Jahr später wurde er an den FC St. Johnstone verliehen.
Im August 2020 wechselte er zum FC Livingston.

### Nationalmannschaft
Jason Holt spielte von 2010 bis 2011 neunmal in der Schottischen U-19 und konnte dabei zwei Treffer in den Spielen gegen Dänemark und Belgien erzielen. Ein Jahr später spielte er einmal für die U-20 gegen Mexiko. Im selben Jahr debütierte er auch in der schottischen U-21, für die er bis 2013 siebenmal aktiv war.

## Erfolge
mit Heart of Midlothian:
- Schottischer Pokalsieger: 2012
- Schottischer Zweitligameister: 2015

mit den Glasow Rangers:
- Schottischer Zweitligameister: 2016
- Scottish League Challenge Cup: 2016